# لاک‌پشت گازگیر الیگاتور
لاک‌پشت گازگیر الیگاتور (نام علمی: Macrochelys temminckii) نام یک گونه از تیره گازگیران است.
این گونه با پوسته ضخیم و چکشی، فک و آرواره زمخت و پوزه‌مانند و دم پولک‌دار، بیشتر به “دایناسورِ“ لاک‌پشت‌های جهان منسوب است.
تقریباً فقط در رودخانه‌ها، کانال‌ها و دریاچه‌های جنوب شرقی ایالات متحده یافت می‌شود و طول عمر آنها بین ۵۰ تا ۱۰۰ سال متغیر است. متوسط طول پوسته جنس نر آن ۲۶ اینچ (۶۶ سانتی‌متر) است و وزنی حدود ۱۷۵ پوند (۸۰ کیلوگرم) دارد، هرچند آنها با وزنی متجاوز از ۲۲۰ پوند (۱۰۰ کیلوگرم) نیز شناخته شده‌اند. وزن جنس ماده آن که بسیار کوچک‌تر است، حداکثر به ۵۰ پوند (۲۳ کیلوگرم) می‌رسد.
این لاک‌پشت گازگیر تمساحی پیشاتاریخ، بزرگ‌ترین لاک‌پشت آب‌های شیرین آمریکای شمالی و نیز جزء بزرگ‌ترین لاک‌پشت‌های جهان است.
لاک‌پشت گازگیر تمساحی‌ها اغلب عمرشان را در آب می‌گذرانند، مگر مواقعی که لاک‌پشت گازگیر تمساحی‌های ماده در مسیرشان به سمت لانه مسافتی حدود ۱۶۰ فوت (۵۰ متر) را می‌پیمایند. آنها می‌توانند ۴۰ تا ۵۰ دقیقه بدون آنکه برای هواگیری به سطح آب بیایند، زیر آب بمانند.
لاک‌پشت گازگیر تمساحی در روش شکار خود از یک طعمه طبیعی منحصر به خودش استفاده می‌کند. در حالی که بی‌حرکت در ته رودخانه می‌ایستد، با تکان دادن یک تکه گوشت قرمز روشن به شکل کرم، ماهی یا قورباغه‌های کنجکاو را آنقدر به خودش نزدیک می‌کند تا موفق به صید آنها شود.
لاک‌پشت‌های گازگیر تمساحی بالغ به‌جز انسان‌هایی که آنها را برای گوشت و لاکشان شکار می‌کنند و در تجارت جانوران عجیب و غریب به فروش می‌رسانند، هیچ شکارچی طبیعی دیگری ندارند.
کاهش شدید جمعیت آنها به رغم شکار بی‌رویه و از بین رفتن زیستگاه‌هایشان، دولت ایالات متحده را بر آن داشت تا تدابیری جهت حفاظت از این گونه کمیاب در سراسر زیستگاه‌هایشان در پیش گیرد و این موجودات در فهرست گونه‌های در معرض خطر انقراض قرار گیرند.
قلمرو جغرافیایی لاک‌پشت گازگیر تمساحی
در یک نگاه
نوع:
خزنده
رژیم غذایی:
گوشتخوار
متوسط طول عمر طبیعی:
۲۰ تا ۷۰ سال
اندازه:
۲۶ اینچ (۶۶ سانتی‌متر)
وزن:
۲۲۰ پوند (۱۰۰ کیلوگرم)
نام گروه:
لنگه یا قسمت
وضعیت حفاظتی:
در معرض تهدید
نسبت قد آنها به یک انسان ۶ فوتی (۲ متری)
آیا می‌دانستید؟
ظاهراً، یک لاک‌پشت گازگیر تمساحی ۴۰۳ پوندی (۱۸۳ کیلوگرمی) در سال ۱۹۳۷ در رودخانه نئوشو در کانزاس پیدا شده است.
این ادعا هرگز تأیید نشده است.